# زاروبينو
زاروبينو (بالروسية: Зарубино) هي مدينة في مقاطعة بريمورسكي كراي في روسيا.
يبلغ عدد سكانها حوالي 3402   نسمة.